# Deska kreślarska

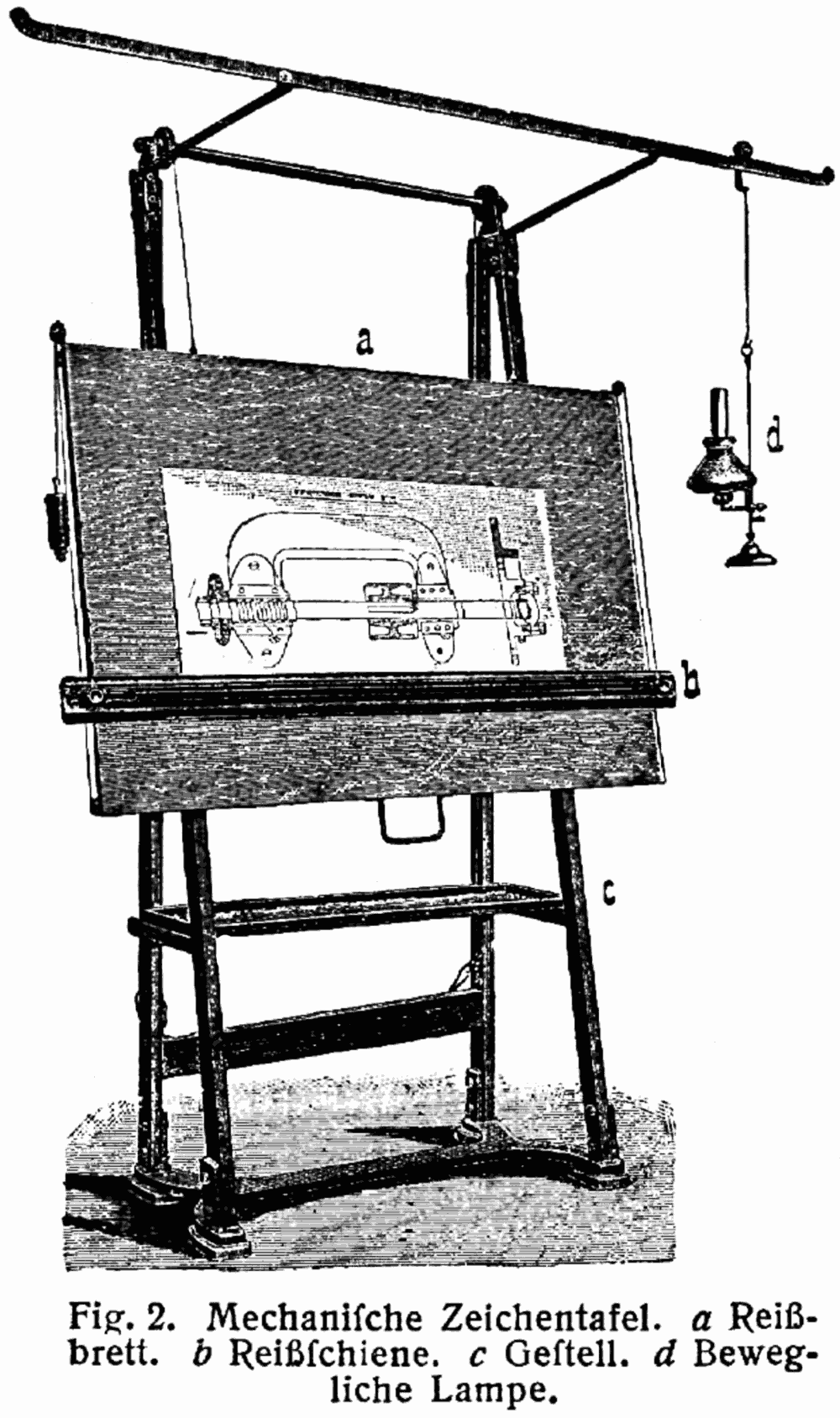
Deska kreślarska z 1904 r.

Deska kreślarska (inne nazwy to: blatka, pulman, kulman, rajzbret) – przyrząd kreślarski stosowany przy wykonywaniu rysunków technicznych, architektonicznych i animacji metodami tradycyjnymi. Używany także do wykonywania szkiców czy do czytania wielkoformatowych map czy rysunków.
Deska kreślarska spotykana jest też w komputerowych programach graficznych typu CAD czy Corel Draw w postaci elektronicznej, często razem z tabletami.
Początki masowego stosowania desek kreślarskich to okres rewolucji przemysłowej na przełomie XVIII/XIX wieku, choć wcześniej podobne funkcje pełniły pulpity do czytania książek stosowane w bibliotekach. Zwykle oprócz samej deski pełniącej funkcje pulpitu o regulowanym stopniu pochylenia, przy używaniu której korzystało się z wielu przyborów kreślarskich jak pantograf, liniał, przykładnica (rajszyna), ekierka, linijka, krzywik i inne. Zwykle wielkoformatowe deski starego typu (np. do formatów A0) zaopatrzone były oprócz zestawu dźwigni do podnoszenia i opuszczania, w przeciwwagę równoważącą dużą masę drewnianego blatu, choć pierwsze deski posiadały możliwość podnoszenia blatu jedynie w pionie.
Zaletą deski kreślarskiej jest możliwość zamocowania płachty papieru, na którym ma być wykonany rysunek i pracy nad jego fragmentem, bez konieczności jego przekręcania czy przesuwania. Oprócz papieru w pracy na desce kreślarskiej stosowana też była powszechnie kalka kreślarska, a rysunki wykonywane pierwotnie ołówkiem z czasem kreślone były tuszem i napełnianymi tuszem rapidografami.
W związku z upowszechnieniem komputerowych metod rysowania i projektowania (CAD), deska kreślarska jest obecnie coraz rzadziej spotykana.